# Julius Hübner (Maler, 1841)
Joseph Julius Hübner, zur Unterscheidung von Julius Hübner (dem Älteren) auch Julius Hübner der Jüngere genannt (* 4. April 1841 in Düsseldorf; † 30. Dezember 1874 ebenda), war ein deutscher Genre- und Porträtmaler der Düsseldorfer Schule.

## Leben

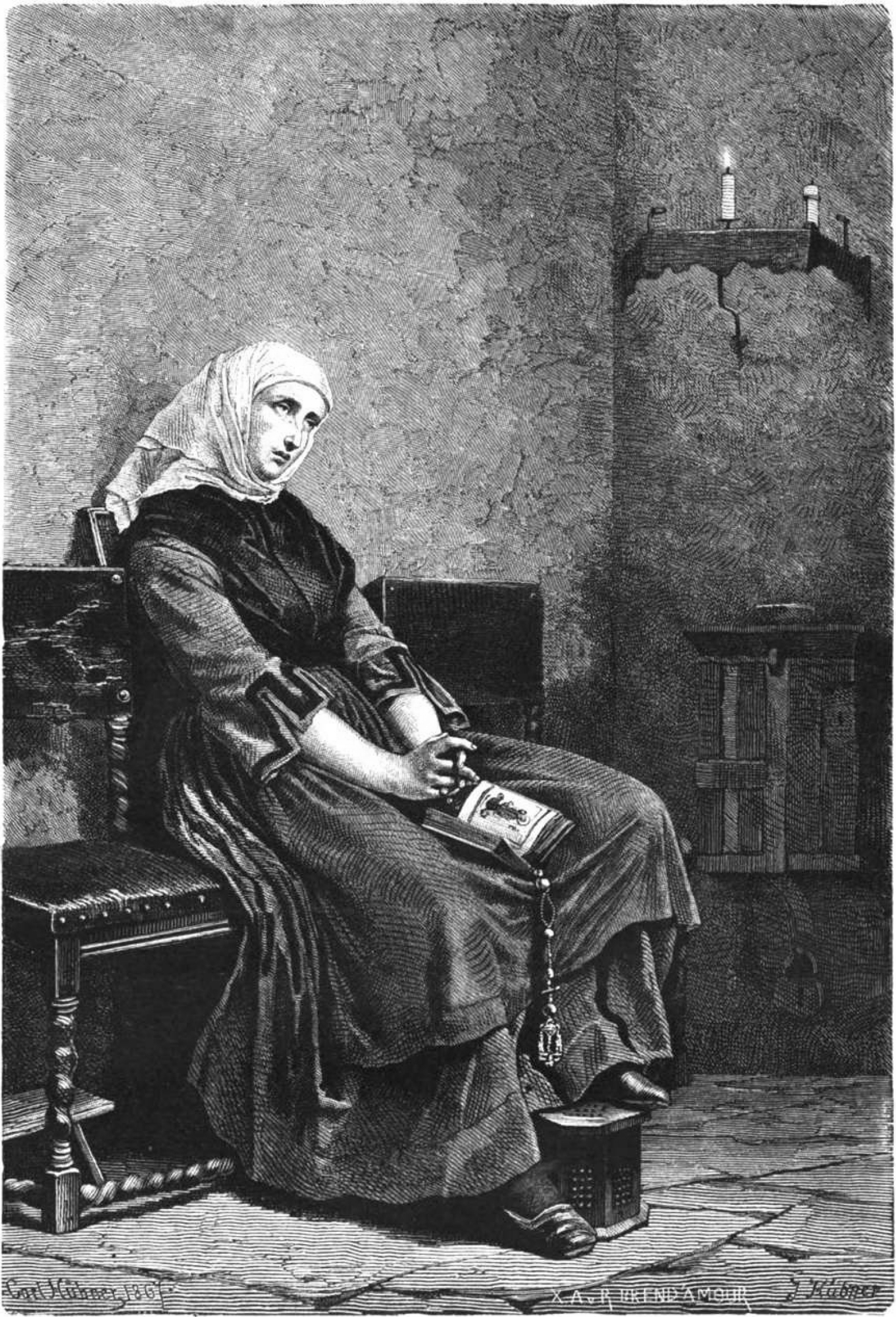
Auf der letzten Bank im Gotteshaus, Illustration in der Zeitschrift Die Gartenlaube, Holzstich von Julius Hübner nach einem Gemälde des Vaters Carl Wilhelm Hübner, 1868

Julius Hübner war ein Sohn des Düsseldorfer Genremalers Carl Hübner und dessen Ehefrau Caroline, geborene Dorn, und wuchs im Stadtteil Pempelfort auf. Er zeigte Talent für die Malerei und wurde von seinem Vater früh darin unterrichtet. In den Jahren 1857 bis 1861 besuchte er die Kunstakademie Düsseldorf, wo Josef Wintergerst, Andreas und Karl Müller, Heinrich Mücke und Karl Ferdinand Sohn seine Lehrer waren. Wie sein Vater war er vor allem Genremaler und lebte in Düsseldorf. Als preußischer Landwehroffizier nahm er am Deutschen Krieg und am Deutsch-Französischen Krieg teil. 1874 verstarb er im Alter von 33 Jahren an Typhus.